# VF-19 エクスカリバー
VF-19 エクスカリバー （ブイエフ じゅうきゅう エクスカリバー、Excalibur）は、「マクロスシリーズ」に登場する架空の兵器。初出は、1994年放送のテレビアニメ『マクロス7』。ファイター（戦闘機）、バトロイド（人型ロボット）、中間形態であるガウォークの三形態に変形する可変戦闘機（ヴァリアブル・ファイター＝VF）のひとつ。
翼端が付け根部分よりも前に位置した前進翼や、従来のVFにはない独自の変形機構をもつ。OVAおよび劇場用アニメ『マクロスプラス』では、主人公「イサム・ダイソン」の乗機である試作機「YF-19」が登場する。その約5年後を描いた『マクロス7』の時代では制式配備直前の最新鋭機であり、作中では主人公「熱気バサラ」の専用機である赤いVF-19改（通称ファイアーバルキリー）と、中盤から登場する特殊部隊「エメラルドフォース」に配備される青いVF-19S / VF-19F（通称ブレイザーバルキリー）が登場する。
愛称（ペットネーム）の「エクスカリバー」は、アーサー王物語に登場する聖剣の名に由来する。機体デザインは、河森正治が実在の戦闘機「Su-27 フランカー」と、同じく実在の実験機「X-29」を参考にした。

## 概要

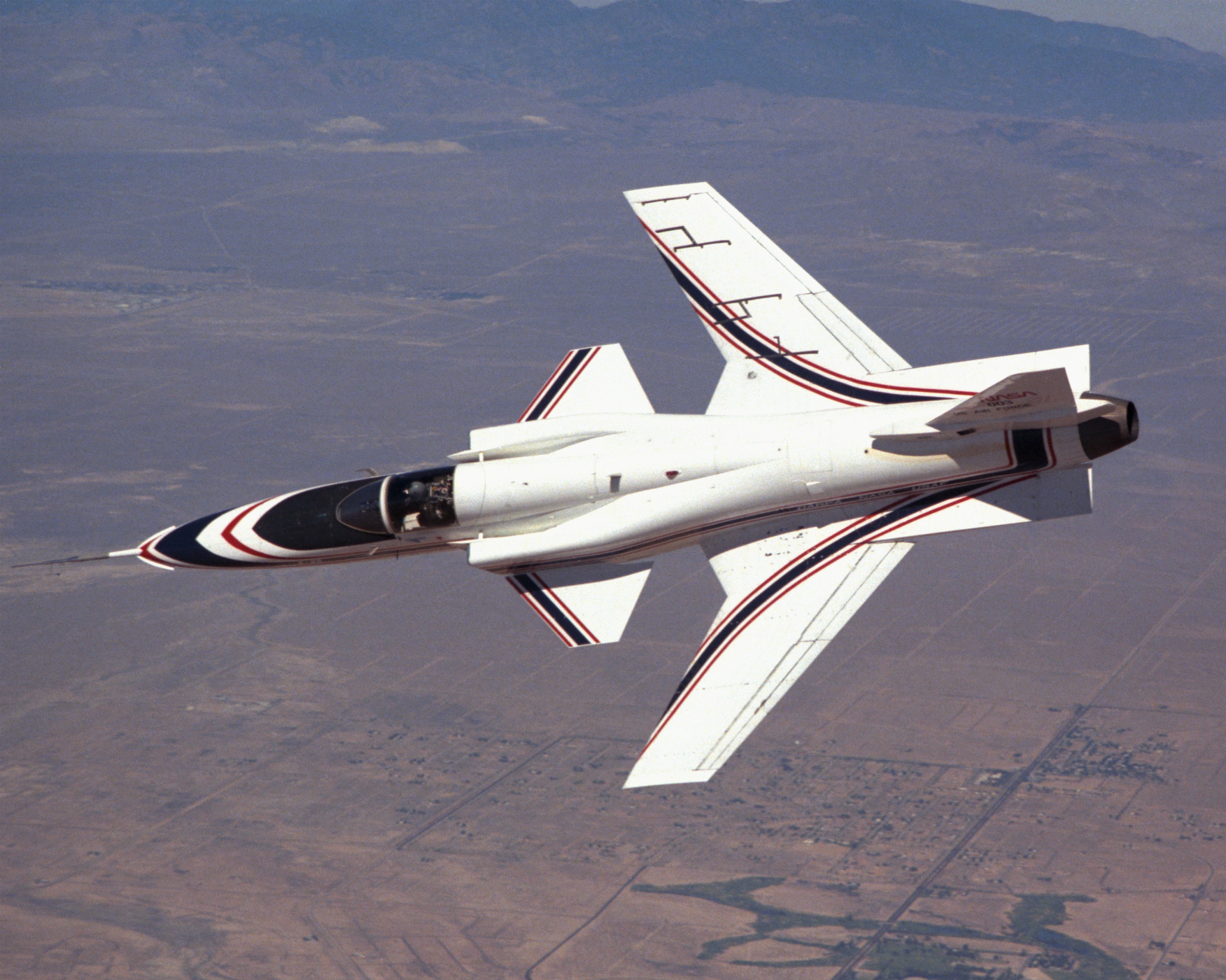
デザインモチーフとなった前進翼試作機グラマンX-29

デザインの披露は、『マクロスプラス』のYF-19が初。最大の特徴として、X-29に基づいたファイター形態時の前進翼や、バトロイド形態時にコクピットが胴体内部に格納される変形機構など、従来のVFシリーズとは異なるアイディアが取り入れられている。デザインや変形の基本となったのは、河森の企画の一つである『空中騎行戦記』（『天空のエスカフローネ』の元企画）のメカ、「青嵐」（「星嵐」とも）。また、バトロイド形態時に腰に主翼が収まるのも青嵐の腰の剣が元になっている。「青嵐」には紙粘土製の試作が存在し、YF-19でもレゴブロックで試作をしたと河森はのちに語っているが、その試作品は現存していない。変形機構や前進翼などのコンセプトは早い段階で決定していたが、スタイリングの完成には時間がかかった。河森は「VF-1 バルキリー」から可能な限り変えたかったと語っている。『空中騎行戦記』企画で河森がデザインしたVFは『マクロス7』にその一部（「Fz-109 エルガーゾルン」や「VA-3 インベーダー」）が使用された。
『マクロス7』では、当初はVF-1のデザインを踏襲した「VF-11 サンダーボルト」をメインに展開する予定だったが、商品化が見込めないという理由でYF-19のデザインが転用された。主人公の熱気バサラが搭乗する「VF-19改 エクスカリバー 熱気バサラスペシャル（ファイアーバルキリー）」は、従来の「マクロス」のイメージを意図的に壊す試みから、人間のような双眼と口を持つ頭部、両肩に内蔵されたスピーカー、ギター型の操縦桿で演奏しながら操縦する設定が採用された。
『マクロス7』の後日譚であるOVA『マクロス ダイナマイト7』や、それよりさらに未来の時代が舞台のPlayStation用ゲームソフト『マクロス デジタルミッション VF-X』、『マクロス VF-X2』、アニメーション映画『劇場版 マクロスF』、小説『マクロス・ザ・ライド』などにも、作品ごとのオリジナルを含むさまざまなカラーリングの機体やバリエーション機が登場する。
愛称の「エクスカリバー」は『マクロス7』の設定画や放映当時の資料に表記はあるものの、劇中では型式番号や上述のように個体や部隊ごとの通称でしか呼ばれない。これはYF-19も同様で、『マクロスプラス』の劇中ではイサムのコールサインである「アルファ1（OVA版）」「イーグル1（劇場版）」、または単に「19（じゅうく）」と呼ばれる。
歴代VFシリーズのなかでも人気の高い機体であり、2010年に行われた『マクロスエース Vol.006』の読者投票ではYF-19が2位、VF-19改が7位、同誌『Vol.007』ではYF-19が第3位に選ばれた。
バンダイ、ハセガワ、やまと、アルカディアといった玩具・模型メーカーからは、プラモデルや彩色済みの可変トイなどが発売されている。

## 機体解説
新統合軍のAVF（Advanced Variable Fighter：次世代全領域可変戦闘機）開発計画、通称「スーパーノヴァ計画」にもとづき、新星インダストリー社が開発した機体。「VF-17 ナイトメア」などの特務機や試験機に搭載されていた熱核バーストタービンエンジンの発展型を搭載しており、オプションなしでの大気圏往還や長時間の宇宙活動が可能になっている。
基本的には前世代主力機VF-11の発展型で、競合機として開発されたゼネラル・ギャラクシー社のYF-21（のちのVF-22 シュトゥルムフォーゲルII）に比べ、最新技術の導入は必要最低限に抑えられている。そのぶん、実用機としての信頼性・完成度の面で優っており、結果的に従来のVFシリーズを凌駕する性能を持つに至った。超AIシステムの導入をはじめアビオニクス面も大幅な改良がなされ、片道20光年のみという制限はあるものの、フォールドブースター装備による単独フォールド航行が可能である。また、VF-22とともにピンポイントバリア（PPB）システムと第三世代型アクティブステルスシステムを搭載した初のVFであり、防御力や隠密性にも優れている。
最大の特徴は「VF-9 カットラス」以来の前進翼の採用であり、大迎角飛行での空力特性に優れている。この主翼は通常の可変翼としての機能も有しており、最大戦速時に完全に折り畳むことも可能である。また一部の型式を除きカナード翼も装備している。ほかにも、機首周りの菱形のスリットに収められたVFCや肩部のアクティブ空力制御装置など、大気圏内での空力運動性能を極限まで追求した設計がなされている。こうした優れた運動性能を最大限に生かすため、コックピットはバトロイド形態での外景表示スクリーンの広面積化に加え、ファイター / ガウォーク形態においてもキャノピー視界以外の範囲をカバーする外景スクリーンとして機能し、パイロットの視認性を高めている。
可変構造は、頭部・腕部の接続されたバトロイド形態の上半身が機体後方から前方へ覆い被さるように移動する方式が採られている。これにより変形所要時間が20パーセント短縮されただけでなく、VF-1 バルキリーやVF-11のバトロイド形態では胸部前面にあるコクピットが本機では背中側に配置され、パイロットの生存性が向上した。ほかにも、従来機では背中に配置されていた主翼が本機では腰部に刀の鞘のように位置する。この主翼の根元にマウラーREB-23半固定レーザー機銃2基が装備されており、デッドウェイト対策になっている。また、この（VF-19Aの）バトロイド形態時に腰にある主翼は『マクロス VF-X2』で急降下ダイビング中に腰の翼を横に開き、パラシュートのように空気抵抗を担う存在になる。YF-19と初期生産型のVF-19A以外は、足首周りがスリット状の装甲に覆われている。この形状はVFCやカナードのような機能を果たしており、安定性や操縦性を高めている。

### 開発・改良
YF-19は、単独での敵防空圏突破や拠点制圧能力に優れる高性能機として設計された。ライバルのYF-21が脳波コントロール（BDIシステム）などの特殊技術を用いたのに対し、YF-19は各種の空力制御装置を駆使した運動能力向上機としての特性を持つ。カナード翼+前進翼という組み合わせは空力的に不安定だが、それを逆利用してわざとバランスを崩し、アクロバティックな機動に繋げることを狙っている。VFCやアクティブ空力制御、推力偏向ノズルなどの装置も、失速するような無理な姿勢での飛行を追求するためにある。
だが、YF-21に対抗するためにピーキーな調整が施されたYF-19の飛行特性は、「じゃじゃ馬」と称されるほど非常に扱いづらいものとなった。学習型AIに制御の一部を代行させようとしたが、パイロットの操縦感覚と噛み合わず、腕自慢のテストパイロットたちでも予想外の挙動に泣かされた。リタイア続出や機体大破という窮地に陥った新星インダストリー社は、ポテンシャルを実証するため、軍の問題児イサム・ダイソンの天才的操縦センスに賭けるしかなかった。
イサムの着任後にテストが再開され、大きくポイントを挽回したYF-19は、無人機ゴーストX-9への高評価によるスーパーノヴァ計画の凍結や、シャロン・アップル事件への関与疑惑などにより開発中止の危機に陥る。しかし、調査によって逆にゴーストを含めた自動防衛システムの危険性が露呈し、疑惑も解消されてスーパーノヴァ計画も再開する。最終的にYF-19は採用コンペティションに勝ち、VF-19 エクスカリバーとして制式採用されることになる。初期生産型VF-19Aもやはり高度な操縦技量を要するため、少数精鋭の特殊作戦部隊に配備され、反統合テロリストの掃討作戦などで活躍する。その後は新統合軍にて量産化され、VF-19Fおよびその指揮官用VF-19Sでは一般兵士向けに安定性重視の方向で全面改修が行われる。前進翼はむしろデルタ翼に近くなり、VFCやカナードが撤廃され、各部のバーニアスラスターで姿勢制御を行うようになった。
性能の高さは申し分なかったが、コストが高いことや運動性の高さから操縦が難しく事故が何度も起こったことにより、VF-1やVF-11のような大量配備は見送られる。のちに遠隔操作型ゴーストの導入により有人機への性能要求が大幅に引き下げられたため、VF-17を汎用機として再設計した「VF-171 ナイトメアプラス」に主力機の座を奪われるが、高い機動性からまだ一定の需要はあり続け、2050年代においても新統合軍や民間軍事会社のS.M.Sなどで使用されている。

### 武装

#### 基本兵装
ハワード GU-15 新型標準ガトリングガンポッド
YF-19用のガトリングガンポッド。ストック部が弾倉になっており、交換も可能。
マウラー REB-30G 対空レーザー砲塔
YF-19のファイター/ガウォーク形態では機体上部に、バトロイド形態では頭部に位置する対空レーザー砲。
マウラー REB-23 半固定レーザー機銃
バトロイド形態時に腰部に位置するレーザー機銃。主翼付け根に内蔵されている。
ハワード社製PBS-03F 戦闘機用ピンポイント・バリア・システム
VFシリーズでは初めてピンポイント・バリアシステム（PPB）を搭載した。従来は格闘戦（≒殴り合い）になった場合にマニピュレーターを破壊する可能性が常に付きまとっていたが、その可能性はPPBシステムによって大幅に低下したうえ、破壊力も向上した結果、「ピンポイントバリアパンチ」と呼ばれるようになった。エンジン出力の60パーセントを必要とするためにバトロイド形態でしか使用できないという制約があるものの、従来VFの構造的問題であった陸戦格闘時の装甲の脆弱性の解決とあり余る高出力の活用が、運用上の制限が多いプロテクター・ウェポンシステムに頼ることなく実現されたとして問題にはならなかった。
CHM-2 高速機動ミサイル
四角錐状のミサイル。両脚部（エンジンナセル）側面のミサイルランチャーから発射する。
固定式機関砲
バトロイド形態時に胸部左右に位置する4砲身ガトリング砲。劇中では排莢する描写がある。
一部機種には搭載されていない。

#### 選択装備
主翼のハードポイントに装着可能な武装。
HMM-111CS ハイマニューバミサイル
従来のVF用ミサイルと比べると大型の高機動ミサイル。
LPP-12 推進式レーザーポッド
宇宙空間用の武装。発射後、敵機近くまで自力推進し、標的をレーザー攻撃する。
SPP-8 推進式質量弾発射ポッド
発射後、敵機近くまで自力推進し、至近距離から質量弾を発射するポッド。
AOM-8S 二段式迎撃ミサイル
8枚の翼を持つミサイル。
RMS-5 大型対艦反応弾
RMS-1の流れを組む対艦用の大型反応兵器。

## バリエーション

### マクロスプラス
YF-19
新統合軍の次期主力可変戦闘機選定トライアル「プロジェクト・スーパーノヴァ」参画のため、2034年に開発計画が始動し、2040年には惑星エデンのニューエドワーズ基地において、VF-22の試作機であるYF-21とのコンペティションを行う。コールサインはα1（アルファワン）。設計主任はヤン・ノイマン、テストパイロットはイサム・ダイソン中尉。彼以前にも何人かのテストパイロットが搭乗していたが、飛行テスト中の事故によりそのすべてが死亡もしくは後送されている。
頭部デザインはゴーグル型と従来の主役機を踏襲しているが内部のメインカメラは双眼式である。この双眼式カメラアイはVF-19改には受け継がれているが、以降の生産モデルは整備性の良い単眼式などに変更されている。
作中では上記の通り運用試験が行われるが、地球においてYF-19及びYF-21を含むあらゆる有人機を超える運動性を持つ無人機ゴーストX-9の開発が優先されたために試験は中止される。その後イサムとヤンによってX-9に一泡吹かせるために奪取され、地球へとフォールドを行う。追撃に向かったYF-21との戦闘のあとに、自動防衛システムをジャックしたシャロン・アップルによって起動されたX-9と交戦する。最終的には損傷を負うもののマクロス・シティに突入し、SDF-1マクロスの頭部にあるシャロン・アップルの中枢を破壊することに成功する。なおコクピットは基本的に1人乗りだが、この際ヤンは後部の非常用補助シートに搭乗してイサムのサポートを行う。
設定上ではYF-19は1号機から3号機まで存在している。また模型雑誌『モデルグラフィックス』誌上ではオリジナルバリエーションとして4号機、6号機が発表され、非公式設定本の『ヴァリアブルファイター・マスターファイル VF-19 エクスカリバー』では8号機まで存在すると記述されている。
YF-19 1号機
2度目の飛行試験で大破、テストパイロットは死亡。『マクロスプラス』劇中には登場しないが、ムック『THIS IS ANIMATION Special マクロスプラス』97頁には白とスカイブルーのカラーリングの機体が掲載されている。
YF-19 2号機
劇中でイサムが搭乗する機体。YF-21との総合的な性能比較試験が行われ、「シャロン・アップル事件」時にYF-21およびX-9ゴーストと初の実戦を行う。操縦桿を握らないと機体のシステムが起動しないグリップセイフティ機構になっており、大気圏突入時にアクティブステルスを切るほか、風に任せて機体を飛ばす「竜鳥飛び」時にもセイフティ機構を利用する。カラーリングはクリーム色に黒と赤のワンポイントが入っている。エンジンは開発後期にFF-2500Eに換装され出力アップしているものの、より扱いにくくなっている。
「プロジェクト・スーパーノヴァ」ではYF-19用陸戦パックを用いて陸戦用オプション装備をテストする。ミサイルなどの増設された内蔵火器で標的機のデストロイド・モンスターを一撃で破壊する。制式機には採用されていない。
『スケールアヴィエーション』2010年1月号には、制式採用後にデモンストレーション用として2号機にロイ・フォッカー・スペシャルの塗装を施したという設定の作例が掲載された。この塗装はフォッカーを直接知るマクシミリアン・ジーナスの監修を受け、マクロス7船団を皮切りに各移民船団や移民惑星でイサムによってデモンストレーションが行われたとされる。この設定は非公式本の『ヴァリアブルファイター・マスターファイル VF-19 エクスカリバー』にも記されている。
YF-19 3号機
構造試験用の機体。カラーリングはF/A-18の試作機風に、白地にオレンジとなっている。コールネームは「バード・オブ・プレイ」で、20世紀にテレビ放映されていた人気SFシリーズに登場する宇宙船にシルエットが似ていることから名付けられたという設定である。
YF-19 4号機
「シャロン・アップル事件」後に再開されたテスト飛行において、おもにファイター形態での飛行特性のデータ採取に用いられる。3号機で再度徹底して行われた変形テストのデータを基にして各部品を新たに変更、そして信頼性を向上させた機体である。カラーリングは2号機と同様に、テスト機伝統のカラーリングである白地に紺色と黒色のラインが施されている。テストパイロットである「エイミー・カニンガム大尉」がVF-0「フェニックス」のテストパイロットの一人「オリバー・カニンガム」の血縁者だったことから、「0」を並べた「ダブル・ナッツ」のコールネームが与えられた。
4号機では長距離作戦行動を想定して、大気圏内機動、大気圏外機動そしてフォールドブースターによる亜空間航行などでの耐久試験も行われる。これらのテストはすでにイサム・ダイソンが搭乗した2号機によりある程度データが得られていたが確実性がなく、より信頼性を上げるために旧式のアームド級「ライホウ」を試験母艦として、さまざまな惑星や宇宙空間で長期間に渡り過酷な状況で何度も徹底し航行試験を行っている。
VF-19が正規導入されたあとに、この単機による長距離作戦行動のデータはVF-19Pを誕生させるきっかけになっている。
YF-19 6号機
制式採用決定後に、地球のエドワーズ空軍基地における、おもにバトロイド形態でのエンジン・兵装の運用確認に用いられるが、ガンポッドの試射中に爆発事故を起こし廃棄処分となる。カラーリングはF/A-18の試作機風に白地に青となっている。

### マクロス7
VF-19改 エクスカリバー 熱気バサラスペシャル（ファイアーバルキリー）
マクロス7船団で活動するロックバンド「Fire Bomber」に所属するボーカリスト、熱気バサラが搭乗するカスタム機。正式名称は「VF-19改 エクスカリバー 熱気バサラスペシャル」だが、その燃えるような真っ赤なカラーリングにちなみファイアーバルキリーの通称で呼ばれる。
元統合軍人でもあるFire Bomberのリーダーレイ・ラブロックが軍時代のコネクションを利用して調達した。軍の流出品や放出品ではなく、ミュージシャンとしてもVFパイロットとしても有能なバサラの手に機体を委ねることで、歌の有効性の実証テストと、マクロス7船団におけるVF-19の制式採用を検討するための評価試験運用という重要な役目を担っている。非公式ながら軍のバックアップのもとにメンテナンスとデータ収集が定期的に行われている。ただし、軍の関与は一部にしか公にされておらず、バサラが戦場に進出し歌を披露する姿がシティ7市民に目撃される段階となっても、あくまで民間機という扱いである。
VF-19改はYF-19の形状に比べて機首から主翼へ繋がるストレーキが直線的になり、前進翼が大型化し、垂直尾翼の位置が後方にずらされるなど、より空力バランスを考慮した形状に変更されている。また、各部にバーニアスラスターが追加され、特にバトロイド形態での運動性が高められている。後述する量産化されたVF-19FやVF-19Sが安定性・操作性に重点が置かれた調整をなされているのに対し、本機の調整はYF-19やVF-19Aの機体特性に近い。エンジンはさらなる改良が加えられたFF-2500Fが搭載されており、最大速度は大気圏内でマッハ5.5、大気圏外ではマッハ25以上に達する。
VF-19改の頭部はメインカメラは双眼式で、フェイスプレートの下には「口」が設けられており、人間に近い形になっている。これらはバサラのビジュアル的好みによる特注仕様と言われている。当人は「口がないと歌えない」としているが、実際に歌に合せて口が動くわけではない。のちにDr.千葉のサウンドエナジー理論をもとにした、歌エネルギー変換技術を搭載した小型スピーカーシステムを装備する改造が施される。この部位はフェイスプレートを展開し覆い隠すことも可能であるが、劇中での使用は一度のみである。
操縦システムも特別で、コクピットには操縦桿とスロットルレバーが存在せず、代わりにギター型コントロールスティックが配置されている。ギターの胴体そのものが操縦桿となっており、これ自体を動かすことで機体を制御し、ネック部分にあるグリップはコンソールも加え上下にスライドさせることによりスロットルのコントロールを行う。他にもブリッジとナットの部分がタッチセンサーとなっており、各種の操作が可能である。これらの操縦には演奏（弦引き）のために右手はほぼフリーになる配置になっている。また、ギターシンセサイザー機能も備えているため、これを使用して演奏を行うことも可能。YF-19で設置されていた後部の補助シートを排した完全な単座式とし、パイロットシート自体も若干後退しているため、内部は多少の余裕が確保されている。後期にはコントロールスティックとシートがサウンドエネルギー変換装置を兼ねるタイプに換装される。これは座席の背もたれ部分から分離し、パイロット（演奏者）が背中に担いで機体の外で「演奏」することも可能である。
49話で大破したような描写がある。
武装
武装は主翼付け根のレーザー砲2基と脚部にリトルロック射出システムよるマイクロミサイルを左右に6発ずつ計12発搭載、VF-19シリーズの基本システムであるピンポイントバリアなどを除き基本的には搭載していない。頭部もレーザー機銃ではなく、センサーアンテナになっている。その代わりに、「相手に歌を聴かせるため」の装備として、両肩のスピーカー・照明ユニットやスピーカーポッド（弾体に内蔵されたスピーカー）を撃ち込むランチャーポッドを装備している。一見して戦場において無意味にも思えるこれらの音響装備だが、歌の効果はボドルザー戦におけるリン・ミンメイの歌唱によって有効性が確認されており（通称「ミンメイ・アタック」）、これのさらなる研究を目的として、本機の運用を軸とした「プロジェクトM」が立案された。当初は単純に空気がない宇宙空間で周囲の機体や構造物などの中に音を伝達するための装備が中心だが、サウンドエナジーはプロトデビルンに対しても有効であり、さらに物語の途中からは対艦用のガンポッドΓ（ガンマ）や歌をエネルギー変換し相手に伝えるサウンドブースターなどの追加装備も使用する。
サウンドブースター
Dr.千葉が提唱したサウンドエナジー理論を基に開発されたオプションユニット。VF-19改の背中にドッキングし、両肩上に大型の時空共振サウンドエナジースピーカーを展開する。歌エネルギーをより実体的なサウンドエナジーに変換・増幅し広範囲に放射する。通常兵器の通用しないプロトデビルンに対して絶大な効果を与えるが、10万チバソング以上の値で歌わなければ実用的な効果は望めない。大気圏内外での使用可能の追加ブースターも備えており、自律航行してVF-19改とドッキングすることも可能。
ガンポッドΓ（ガンマ）
巨大スピーカー内蔵弾（スピーカーポッドΓ）と大型ランチャー（ランチャーポッドΓ）から成る対艦用装備。VF-17T改が分割して搬送する。発射後、スピーカーポッドΓ先端にはピンポイントバリアが展開される。設定段階ではΓではなくΣ（シグマ）と名づけられていた。
VF-1仮装形態
ドラマ「リン・ミンメイ物語」に一条輝役として出演することになった熱気バサラにあわせて、バサラ所有のファイアーバルキリーにVF-1用スーパーパックを前進翼を後退させた状態で取り付けることでVF-1風に見立てる。

VF-19F エメラルドフォース一般機
本格的な量産移行モデル。搭載エンジンはFF-2550Fに換装。可変機構は共通だが、カナード翼、ベントラルフィンといった空力デバイスが撤廃され、より宇宙戦を重視した仕様となっている。VF-19FはYF-19の形状に比べて機首から主翼へ繋がるストレーキが直線的になり、主翼の前進翼が大型化し大面積のデルタ翼に近い形状の前進翼になっている。垂直尾翼の位置も後方にずらされ、より空力バランスを考慮した形状に変更されている。また、各部にバーニアスラスターが追加され、特にバトロイド形態での運動性が高められている。頭部に小口径ビーム砲1門を装備する。左腕シールドは従来の可変戦闘機より小型化している。
マクロス7船団所属の特務部隊エメラルドフォース隊の主力機として採用される。青地に白のラインのカラーリングが施されている。
VF-19S エメラルドフォース隊長機
F型をベースとした指揮官機。搭載エンジンはFF-2550J。頭部に小口径ビーム砲1門とセンサーアンテナを兼ねる対空レーザー機銃4門を装備する。エメラルドフォース隊の隊長機として配備された機体でベースのカラーリングは一般機と同様の青地だが、黄色いラインが入っている。
F型との共通オプションとして、YF-19のファストパックよりも大型（VF-11などと同等のサイズ）の大気圏内外用ブースターを装備する。可変機構の関係上、ファイター形態時の背部ブースターはバトロイド形態では両肩先端に位置する。
なお、F型とS型については、エクスカリバー以外にブレイザーバルキリーという通称も存在する。

### マクロス ダイナマイト7
VF-19P 惑星ゾラ パトロール隊仕様
OVA『マクロス ダイナマイト7』に登場する。固定武装が強化されたタイプ。
VF-19FやVF-19Sのボディに近い形状だが、主翼はVF-19改のような通常の前進翼で、カナード翼や脚部ベントラルフィンと肩部に着脱可能なベントラルフィンが設置され空中特性も改良を加えている。
センサーの強化のために、フェイス部の全面を透過型バイザーとしたモニターヘッドユニットを装着する。バイザー内にはVF-5000 スターミラージュのようなカメラアイが複数設置されている。
武装はバトロイド形態の頭部に小口径ビーム砲1基と対空レーザーガン2基、脚部ミサイルランチャー4基（マイクロミサイル・中距離ミサイル搭載、またランチャーを要しないリトルロック射出システムも備わっている）、腰部レーザー機銃2基、VF-19改のランチャーポッドに似た形状のガンポッドを装備している。なお『マクロスアルティメットフロンティア』では設定に存在しないスピーカーポッド専用のランチャーポッドを所持している。
辺境の惑星ゾラの銀河警備隊に1機だけ導入評価用に配備された。カラーリングは白地に赤いラインが入っており、ゾラの銀河パトロール隊のマーキングが入っている。
『マクロス ダイナマイト7』劇中では搬入されたばかりのVF-19Pに熱気バサラが強引に搭乗し、操縦桿やスロットルなどをギター越しで操作する。銀河クジラが放射した赤い花粉を浴び、機体が赤一色に染め上げられる。その際に頭部のバイザーをマニピュレーターでぬぐうと、ツインアイと口が付いたバサラの愛機VF-19改に似た顔のような形となる。バトロイド形態で機体内に格納されている部分は染まらず、ファイター形態では赤と白のツートンとなる。銀河クジラの事件後、熱気バサラはゾラの銀河警備隊からこのVF-19Pを勝手に借り、レンタル料はレイ・ラブロックに請求するように告げて惑星から飛び去る。
時空共振スピーカーユニット
銀河クジラの研究者ローレンスが考案した歌エネルギー変換型時空共振サウンドスピーカーシステム。サウンドエナジーを発するのではなく、歌を歌エネルギーに変換し近くの電子機器等に直接干渉し、音声と歌エネルギーを電子機器に流し込むシステムである（書籍によっては単に音声を流すのみとの記載もある）。劇中ではシステムの調整不足のために音声はハスキーボイスのようになる。VF-19Pの肩部のベントラルフィンに円形の時空共振スピーカーユニットを片方4基、両肩で計8基装備している。

### マクロス デジタルミッション VF-X
VF-19A
2041年に就役した最初の型式。ゴーグル下のカメラアイの方式が単眼で異なるなど、細部に違いがあるものの、基本的にはYF-19とおおむね同一形状で、ピーキーな操縦性もそのまま受け継がれている。VF-22Sと同じく、上級パイロット用の特殊作戦機として使用される。
VF-19A ヴァルハラIII所属機
PlayStation用ゲームソフト『マクロス デジタルミッション VF-X』では、強襲潜行母艦ヴァルハラIIIの所属機が登場する。カラーリングはYF-19と同様で、クリーム色地に赤と黒のワンポイントが入っている。2047年に誘拐されたミルキードールズ救出作戦「オペレーション・オルフェウス」に投入される。
VF-19A レイヴンズ仕様
PlayStation用ゲームソフト『マクロス VF-X2』では、地球統合軍第727独立戦隊VF-Xレイヴンズ所属のエイジス・フォッカー機が登場する。こちらはスカイブルーのカラーリングが施されている。2051年に反統合政府組織ビンディランス所属となったフォッカーが搭乗するVF-19Aが、ギリアム・アングレートが搭乗する機体（不明だが、VF-22Sと言われている）とともに2機で地球防衛網を突破後にマクロスシティの防衛部隊を一掃し、SDF-1マクロスの頭部を破壊する。公式設定にはないが、ピンポイントバリアをファイター形態で展開できる。シートは完全な単座とされている。
VF-19A S.M.S所属機
小説版『マクロスフロンティア』では、民間軍事プロバイダS.M.Sにも配備されている。バジュラ準女王の乗るバジュラ母艦との戦いでは、VF-22Sと共に大型対艦反応弾を使用する。

### マクロス・ザ・ライド
VF-19E
『電撃ホビーマガジン』誌上の小説『マクロス・ザ・ライド』に登場するVF-19EFの元になったとされる機体。『グレートメカニックDX17』102頁ではVF-19の最終形とされている。『ヴァリアブルファイター・マスターファイル VF-19 エクスカリバー』で紹介された機体との関係は不明。
VF-19EF カリバーン
小説『マクロス・ザ・ライド』、小説『劇場版マクロスF』に登場する機体。VF-19Eのモンキーモデルで、ペットネームはカリバーン。VF-19Fから継承したデザインラインも見受けられる。マクロス・フロンティア船団などVF-19Eの量産を希望した移民船団があったものの、地球本国は高性能機の輸出に制限をかけており実現しなかった。そのためフロンティア新星とLAIの共同開発という建前で制作された機体である。当初のデータではいくつかの機構にもリミッターがかけられていた。2058年時点で156機が製造され、多数がS.M.Sに配備されている。またVF-19EFの開発の際に大手購入先のS.M.Sのために大気圏内戦闘を重視するS.M.Sのドクトリンに従ってカナードおよびVFCが装備できるように開発している。VF-19Eの機体管制AIやセンサー系は情報開示されていないため、これらはフロンティアの独自開発である。
小説『劇場版マクロスF』では2059年の第一次バジュラ遭遇戦後にフロンティア大統領補佐官のレオン・三島が量産化プランを提示し、3か月後の対バジュラ反攻作戦「ヒプノシス」実行前にはフロンティアの新統合軍に実戦配備されている。フロンティアの新統合軍に実戦配備されたVF-19EF カリバーンの内の一部はフロンティア新統合軍特殊飛行隊「ラウンドテーブル」に配備され、対テロ特殊任務機という触れ込みで（おもに人気取りに）活躍する。
VF-19EFs
隊長機仕様は本国仕様S型に準じて指揮通信装置の拡充およびレーザー機銃の増設が施されている。指揮官仕様を非公式にEFs型と呼称する場合もある。文字設定のみで画稿・模型の作例などはなし。
VF-19EF S.M.Sフロンティア仕様
『マクロス・ザ・ライド』に登場する。S.M.Sフロンティア支部仕様は操縦系統にプロトタイプのEXギアシステムを試験的に採用している。従来のVF-19系の機体は高次元の機動が可能だがパイロットへの負担が相当に大きかった。しかしVF-19EFはプロトタイプEXギアシステムを取り入れることで、パイロットへの負担が軽減され、高次元の機動を引き出しやすくなっている。しかし相応の操縦技術や精神力を求められるために乗りこなせるパイロットはやはり限られる。フォールド・アクティブステルス機能を搭載しておりレーダーだけでなく、フォールド光すら欺瞞する。S.M.Sによって収集された本機のデータは後のVF-25、VF-171EXの開発に生かされる。カラーリングはカーキグリーン。武装はVF-19の標準兵装であるGU-15だが、VF-25用のGU-17Aも装備可能となっており、本体フレームも改良されている。
VF-19EF アンジェ機
『マクロス・ザ・ライド』の時代から数年前、S.M.S所属時のアンジェ672の乗っていたVF-19EF カリバーン。アンジェはエースパイロットのためパーソナルカラーであるオレンジと青、白で塗装されている。
RVF-19EF ウォーニング・カリバーン
航空管制用のVF-19EF。『マクロス・ザ・ライド』ではS.M.Sのアポロ小隊にて航空管制を行っている。
RVF-19EF/CAT
前述のウォーニング・カリバーンの改修機。RVF-25に搭載されている新型の電子機器の量産型を試験運用のために搭載しており、フォールド波の分析やゴーストAIS-7Sの制御を行える。
VF-19ACTIVE ノートゥング
『マクロス・ザ・ライド』の小説版の表紙にも描かれている同作の主人公チェルシー・スカーレットの乗る主役機。VF-19EFを元に、データ収集用の実験機としてS.M.SがLAIから委託を受けて試験運用を行った。ACTIVEは「Advanced Control Technology for Integrated Valkyries：先進制御技術統合可変航空機」を意味する。
翼端へ装備された可変型ウィングレットは、かつてYF-21に装備されたOTM自由変形素材が使用されており、空戦のあらゆる局面に応じて翼断面や翼型を変化させる。
ただし、正式なBDIシステム（脳波操縦システム）やインプラントに頼ることなくこのように複雑な操縦系統をコントロールする技術は未だ発展途上であり、乗りこなすにはハイエンドAIの支援とEXギアによる直感的なインターフェース（簡易BDIシステムなども）、そして熟練パイロットの手腕が必要不可欠で、乗り手を選ぶ機体となった。新技術評価のための実験的な意味合いの強い本機だったが、前述のような理由でS.M.S内でも投入される局面が限られており、生産台数は少ない。2058年のバンキッシュレースに投入されたのは次世代型可変戦闘機開発のためのデータ収集の一環であると考えられている。チェルシー機のカラーリングは白とスカイブルーで白鳥のように美しい機体といわれる。

VF-19A ブラウヒッチ機
新星インダストリー・フロンティア船団支社がバンキッシュに投入した地球本国仕様のVF-19。レーサーはオスカー・ブラウヒッチ。A型はYF-19の直接の量産型だが、本機にはC型、P型のデータも反映されている。エンジン強化のため、脚部にサブのエアインテークが設けられている。また、カナードは縮小され、ベントラルフィンは廃止されるなどの独自チューンが施されている。カラーリングはシルバー地に赤と黒のワンポイントが入っている。
VF-19C/MG21 ペガッスス隊仕様
『マクロス・ザ・ライド』に登場。地球本星のライセンスを得たマクロス・ギャラクシー船団がVF-19Cを元に独自に生産したタイプ。MG21は21番目の新マクロス級であるマクロス・ギャラクシー製であることを示す。ギャラクシー船団で行われたバンキッシュ星天カップにて旧統合軍のマーキングを施されたペガッスス隊の機体が展示され人気を集める。ペガッスス隊の機体は白とライトグリーンでカラーリングされている。
VF-19A2 エンジェルバーズ仕様
地球本国仕様のエクスカリバー。A型との差異の詳細は不明。アクロバットチーム「エンジェルバーズ隊」のものは伝統的な白地に赤と青のラインが入ったカラーリングとなっている。同隊の機体は変形時の強度の確保のために主翼基部の砲塔が排除されている。マクロス・ギャラクシーで星天カップが行われた際にデモ・フライトを披露したとされている。

### 劇場版 マクロスF
VF-19EF/A “イサム・スペシャル”
『劇場版 マクロスF 恋離飛翼 〜サヨナラノツバサ〜』に登場。YF-24計画と同時期にVF-19の改良と延命のための試作機という名目で製造された機体。
新統合軍を離れ、S.M.Sに入隊したイサム・ダイソンはかつてテストパイロットを務めたYF-19の直系の量産型であるVF-19Aを希望したが、この当時は本国仕様であるA型の輸出には制限がかけられており実現しなかった。イサムは旧知の友であるヤン・ノイマンにVF-19Aのパーツを要求するがこれも却下される。その代替案として、モンキーモデルであるVF-19EFをS.M.S技術部とヤン・ノイマン研究室が共同で改良を施す「VF-19ADVANCE」プロジェクトを提案。当時、YF-24計画を優先していた新星インダストリーはこれをヤン博士のプライベートプランとして黙認した。しかし、十分な予算が確保できなかったため、イサムが私費を投じることで完成した。生産機数は予備機を含め2機。イサムは同機のテストを委託されているという体裁になっている。
YF-19やVF-19Aと似た形状で機体色はニューエドワーズ基地の標準塗装であるクリーム色地に赤と黒のワンポイントが入った『マクロスプラス』登場のYF-19に準ずる。S.M.Sのロゴが各部にマーキングされている。空戦プログラムの「ARIAL」はYF-19から継承している。2050年代後半の技術による性能向上が行われており、YF-29 デュランダルにも匹敵する性能を発揮する。ピンポイント・バリアはハワード社製のPBS-05Fを搭載する。
アドバンスパック
本来のVF-19用のファストパックに加え前進翼にVF-25用スーパーパックから大型ブースターを流用、肩部に新規のパーツが装着されている。S.M.S連合軍のバジュラ本星決戦時にはこのパックを装備した状態で投入される。
大型ブースターはバトロイド形態では脚部横に展開されるのが特徴で、VF-19Fのスーパーパック装着状態とも、VF-25のスーパーパック装着状態とも異なるシルエットになる。
小説版『劇場版マクロスF（下） サヨナラノツバサ』では、「VF-19ADVANCE エクスカリバー・アドバンス」、通称「イサムスペシャル」と名づけられており、イサムがS.M.Sマクロス・クォーター級クレイジー・ホースに搭載した機体とされている。YF-19のピーキーな特性をそのまま再現してあり、搭載AIもYF-19のものが流用されている。

### マクロス30 銀河を繋ぐ歌声
VF-19E/MF アイシャ機
ゲーム『マクロス30 銀河を繋ぐ歌声』に登場。S.M.S.ウロボロス支部の支社長アイシャ・ブランシェットが搭乗する機体。特注パーツを多数使用したスペシャル仕様で、機首にはカナード翼、脚部にはベントラルフィンが搭載されている。頭部レーザー機銃は1門でA型に近い。新型標準ガトリングガンポッドの他にドラグノフ・アンチ・マテリアル・スナイパーライフルを装備する。ピンク色の機体色でS.M.Sのマーキングが入っている。S.M.S 015番機。
小説版では、VF-19Eをベースにし外観をA型に近付けたVF-19E/MFと呼ばれる特殊タイプとされている。
VF-19 ハーヴァマール仕様
新統合軍特務部隊VF-Xハーヴァマールで使用されているVF-19。ハーヴァマールの部隊カラーであるディープブルーでカラーリングされている。

### その他のバリエーション
『モデルグラフィックス』2002年6月号の特集記事では同誌オリジナルのバリエーションが創作され、これを元にハセガワ製「マクロスオプションデカール」も発売された。これらの図版や作例は塗装や一部のデザインを変更しているものの、機体形状はYF-19のキットに準じている。ムック本『THIS IS ANIMATION Special マクロスプラス』に掲載された各VFカラーバリエーション設定のスタイルに則り、制作スタッフも一部重複しているが、以下は厳密にはオフィシャル設定として承認されていない。
VF-19A+
第8721戦術戦闘飛行隊 (8721TFS) に当初配備予定だった機体。地球環境適合型として尾翼が大型化されたブロック45型生産機である。しかし、8721TFSに配備を急いだために間に合わず、実際は増加試作機と同じ垂直尾翼を持つブロック2Dの生産機であるA型が配備された。「A+（Aプラス）」は通称名である。
VF-19C
VF-19Aをベースに操縦性を向上させた機体。機体の形状をVF-19Aよりもより流線形にした機体である。脚部に「ズボンの折り返し」のような形状の物体が付いておりVFCやカナード翼のような機能を果たしており、安定性や操縦性を高めている。
エンジン出力自体は増加しているが、出力コントロールの反応速度を一段下げ、機体の反応と合わせるようにソフトウェアも書き換えられている。また、機体上面のアクティブフローコントローラーも換装され、より安定性の高いものとなった。頭部に小口径ビーム砲1門を装備する。ただし、VF-19Aに慣れたパイロットには「反応にフィルターがかかっている」として不評である。愛称は便宜的に「ランサー」とすることもある。
VF-19ES
民間企業をスポンサーとしたフォールドブースターによる速度記録飛行プロジェクト「フェートン」で使用された特別機。かつて開発に関わっていた一技師がスクラップを寄せ集めて再生した機体で、ペットネームは「ミステリー・シップII」と名付けられている。惑星エデンのニューエドワーズ空軍基地から地球のエドワーズ空軍基地へと1時間52分で到達し、新記録を樹立する。

## 追加・拡張装備
YF-19、VF-19A用ファストパック
肩部アーマーユニットとエンジンナセル側面ユニットからなる追加武装・高機動オプションパック。ステルス性の保持およびフォールドブースターとの併用のため、小規模のコンフォーマルタイプに限られている。エンジンナセル側面ユニットには高機動バーニアと推進剤パックが搭載されており宇宙での航続距離を伸ばすことができる。マイクロミサイルランチャーも搭載されている。VF-1用やVF-11B用のスーパーパックと異なり、空力の影響を考えて設計されており装着したまま大気圏に突入したり、大気圏内での使用も可能となっている。
VF-19F/S用大気圏内外両用ブースター
艦隊護衛など宇宙空間での行動時間延長のため、機体上部に涙滴型の大気圏内外用ブースターユニットを、脚部に武装コンテナを装備するオプションパック。ステルス的には難のある形状だが、アクティブ・ステルス技術が進歩したことで形状の制限が緩和された。可変構造の関係上、機体上部のブースターパックはバトロイド時には両肩の先端に位置する。劇中では『マクロス7』第44話の「オペレーション・スターゲイザー」で使用される。
フォールドブースター FBF-1000A
新中州重工とオーテック社が共同開発した可変戦闘機用のフォールドユニット。VF-19専用というわけではなくVF-22も使用可能。ファイター形態の機体上部に4基のパイロンで接続される。AVF開発計画の時点ではフォールド可能距離は約20光年で1回しか使用できないとまだ未完成のシステムだったが、2040年代末にはシステムの信頼性・フォールド精度向上の改良が施される。使用後は投棄される。
『マクロス7 銀河がオレを呼んでいる!』では、熱気バサラがバトロイド形態の背面に装着した状態でフォールドブースターを使用する。

## 3DCGモデル
制作当時にファイター形態の3DCGモデルが制作されており、『マクロスプラス』でのYF-19フォールド航行シーンや『マクロス7』オープニングアニメーションのVF-19改発進シーンなどに使用されている。
また、『マクロスゼロ Blu-ray Disk BOX』購入者特典の『All That VF -Version Zero-』ならびに、『マクロスF』第1巻購入者特典の『All That VF -Version F-』ではアクロバット飛行を披露するVF-0とSV-51およびVF-25に混じってYF-19とYF-21の姿が描かれている。

## 商品化

### プラモデル
VF-19改 ファイアーバルキリー
1/100スケールの可変モデル。バンダイより発売。一部差し替えによりファイター、ガウォーク、バトロイドの3形態に変形する。
バルキリー VF-19改
1/144スケールモデル。バンダイより発売。ファイターとバトロイドの2機セット。
バルキリー VF-19S エメラルドフォース
1/100スケールの可変モデル。バンダイより発売。一部差し替えによりファイター、ガウォーク、バトロイドの3形態に変形する。
VF-19A レイブンズ
1/72スケール。2002年8月にハセガワより限定発売された。『マクロスVF-X2』に登場するVF-19Aのエイジス・フォッカー機。おまけとして『VF-X』のヴァルハラIIIのデカールも入っている。
YF-19
1/72スケール。2004年11月にハセガワより発売された。『マクロスプラス』に登場するYF-19のプラモデル。
YF-19（マクロス25周年記念塗装）
1/72スケール。2007年8月にハセガワより限定発売された。『マクロス』25周年を記念して河森正治監修のもと、天神英貴によってペイントデザインされた。ディープブルーメタリック地にゴールドのラインが入っている。垂直尾翼には『マクロス』25周年記念のロゴが入っている。
YF-19 デモンストレーター
1/72スケール。2008年9月にハセガワより限定発売された。YF-19の1号機のプラモデル。
YF-19
1/48スケール。2009年9月にハセガワより発売された。『マクロスプラス』に登場するYF-19。
VF-19A SVF-569 ライトニングス
1/48スケール。2010年7月にハセガワより限定発売された。『ヴァリアブルファイター・マスターファイル』とのコラボレートモデル。SVF-569「ライトニングス」所属の機体。グレー地に黒と黄色でイナズマのようなペイントが入る。
VF-19A SVF-569 ライトニングス w/ハイマニューバ ミサイル
1/72スケール。2012年7月にハセガワより限定発売された。『ヴァリアブルファイター・マスターファイル』とのコラボレートモデル。主翼にハイマニューバミサイルを装備している。
HG（ハイグレード） 1/100
「マクロスシリーズ」の生誕40周年記念としてBANDAI SPIRITSから発売された、1/100スケールの新プラモデルシリーズ。『マクロスF』の1/72スケール「VF-25 メサイアバルキリー」以降の商品のような完全変形にはこだわらず、一部に差し替えパーツを採用することで、組み立てやすさと各形態での可動範囲およびプロポーションを両立させた「差替三弾変形」（ショートカットチェンジ）構造を採用している。劇中の機体色は、極薄かつ高隠ぺい性のネーマーシールを貼ることでほぼ再現できるほか、各商品ごとに専用の水転写式デカールが別途販売されている。
2023年1月にシリーズ第1弾であるYF-19が発売。2024年5月18日にはサウンドブースターが付属したVF-19改 ファイヤーバルキリーが発売された。
2023年7月7日（7月6日深夜）にテレビ東京で放送されたテレビドラマ『量産型リコ -もう1人のプラモ女子の人生組み立て記-』第2話劇中において、YF-19のキットが取り上げられている。

### 可変トイ
1/65VF-19改DXファイヤーバルキリーバサラスペシャル
1995年にバンダイから発売。放映当時唯一の完全変形する玩具。スピーカーポッド付きで、ファイター形態時には下部にマウントできるが、設定のようなガンポッド収納とミサイル発射ギミックまでは再現されていない。
1/65VF-19改DXブレイザーバルキリー
同じくバンダイから発売された唯一のVF-19エメラルドフォース（ドッカー）専用機で、基本的に頭部と主翼以外は前製品型流用のリカラー品である。同時期にVF-17も発売されたが、17はS型とD型の両方が出たのに対し、こちらはS型のみの発売。
1/72 完全変形 YF-19
2000年にやまとより発売、同社最初のマクロス可変トイ。スタジオ・ハーフ・アイのガレージキットがもとになっている。バトロイドのプロポーションを重視したスタイルで、ファイター形態はやや無骨。若干改良された2ndエディションやVF-Xレイヴンズ仕様のバリエーションがある。
1/60 完全変形 YF-19
2006年12月にやまとより発売。ファイター、ガウォーク、バトロイドに3段変形可能な可変トイ。2007年にはフォールドブースター、ファストパックが発売された。ファストパックはLEDが内蔵されており、ボタン電池で点灯する。
1/60 完全変形 YF-19 25周年記念モデル
2007年12月にやまとより発売。ファイター、ガウォーク、バトロイドに3段変形可能な可変トイ。『マクロス』25周年記念モデル。河森正治監修、天神英貴デザインで黒地にゴールドのラインが入っている。
1/60 完全変形 YF-19 試作3号機 バード・オブ・プレイ
2009年8月にやまとより発売。ファイター、ガウォーク、バトロイドに3段変形可能な可変トイ。
1/60 完全変形 YF-19 試作4号機 ダブル・ナッツ
2009年8月にやまとより発売。ファイター、ガウォーク、バトロイドに3段変形可能な可変トイ。
1/60 完全変形 VF-19改 ファイヤーバルキリー
2011年5月にやまとより発売。ファイター、ガウォーク、バトロイドに3段変形可能な可変トイ。同年8月にはサウンドブースターも発売された。
1/60 完全変形 VF-19S エメラルドフォース仕様
2011年11月にやまとより発売。ファイター、ガウォーク、バトロイドに3段変形可能な可変トイ。
1/60 完全変形 VF-19F エメラルドフォース一般機仕様
2012年8月にやまとより発売。ファイター、ガウォーク、バトロイドに3段変形可能な可変トイ。
1/60 完全変形 VF-19P 惑星ゾラパトロール仕様
2012年12月にやまとより発売。ファイター、ガウォーク、バトロイドに3段変形可能な可変トイ。
1/60 完全変形 YF-19 with ファストパック
2014年3月にアルカディアより発売。ファイター、ガウォーク、バトロイドに3段変形可能な可変トイ。ファストパックは着脱可能。
1/60 完全変形 VF-19改 熱気バサラスペシャル with サウンドブースター
2014年9月にアルカディアより発売。ファイター、ガウォーク、バトロイドに3段変形可能な可変トイ。サウンドブースターは着脱可能。
DX超合金 VF-19ADVANCE
2015年6月にバンダイより発売。ファイター、ガウォーク、バトロイドに3段変形可能な可変トイ。カラーリングは劇場版マクロスFに準じ、アドバンスパックは着脱可能。ピンポイントバリアパンチ用のエフェクトパーツが付属。変形機構はVF-25等と同様にコクピットが背中側に倒れる構造に変更されている。
DX超合金 YF-19 フルセットパック
2018年9月にバンダイより発売。本体は上記ADVANCEとほぼ同じだがカラーリングはマクロスプラスの2号機に準じている。フルセットの内容はマクロスプラス登場時に準じ、フォールドブースターやミサイル類、ピンポイントバリアパンチ用のエフェクトパーツが付属。
DX超合金 VF-19改エクスカリバー 熱気バサラスペシャル
2025年10月にバンダイより発売予定。上記YF-19系列の仕様変更商品。従来商品では変形時に余剰となる機体上部のカバーパーツを収納できる構造になっているほか、アニメ劇中やほかの19改の商品にはないオリジナルパーツとして、口を大きく開いた「叫び顔」のパーツが付属する。このパーツは、「バサラとリップシンクロ（バサラの口の動きと連動）する機能が開発されていたら」という仮定をもとに製作されている。

## 関連書籍
ヴァリアブルファイター・マスターファイル VF-19 エクスカリバー
「ヴァリアブルファイター・マスターファイル」シリーズの第2弾。2010年6月にソフトバンククリエイティブより発売。「2050年にマクロスシティで刊行された」という想定で執筆されたVF-19の研究書。YF-19の1号機からオリジナル機体を含む27種類のバリエーション機をその歴史とともに詳細に解説。執筆には千葉昌宏、岡部いさくらが参加し、スーパーバイザーとして河森正治も名を連ねているが、巻末にて「公式設定」ではないと断り書きが入っている。以下、本書のオリジナルバリエーション機を記す。
XVF-19-1
VF-11に前進翼を取り付けた改造機。バトロイド形態への可変機構は改造時撤去されファイターモード固定としたうえで2038年9月建造。飛行テストを行いVF-19開発のためのデータ収集が行われた。
XVF-19-14
XVF-19-4に新型熱核タービンエンジンの試作型（FF-2199.1.00）を組み込んだ実験機。2038年12月完成。飛行実験中にエンジントラブルが発生し機体は爆散。
YF-19-8
YF-19の8号機。複座型で、ギャラクシー・デモンストレーションツアーにおける体験搭乗では後部座席に飛行隊長やエースパイロットが座る。ギャラクシー・デモンストレーションツアーでは白とオレンジ色の塗装が施された。
YVF-19
YF-19の1 - 8号機のあと、2040年11月に生産された先行量産型。仕様としてはVF-19Aと同じ。3機のみ生産され、そのうちの1機は複座型。
VF-19B
VF-19Aと同時に発注された複座型。コックピットとノーズ部分以外はVF-19Aと同じ形をしている。
VF-19D
VF-19Cの複座タイプ。
VF-19E
宇宙用特化型の試作量産機。エンジンがrev.2になり脚部の形状が大きく設計変更されている。F型、VF-19改の原型になった。
VF-19F
『マクロス7』本編に登場する機体。従来は「運動性を抑えあつかいやすくしたデチューンモデル」とされていたこの型の設定はこの本では「デチューンモデルと言われているが、実際には大気圏内特化仕様だったE型以前に対し大気圏外特化仕様になったというだけ」とされている。
VFA-19A アサルトカリバー
VF-19Aを改造した攻撃型。機体下部に2門のレーザー砲塔が追加されている。ファイター形態でもピンポイントバリアが展開可能となっている。36機が新造、24機がA型からの改造で追加生産されている。
VRF-19D リコンカリバー
偵察型。ベースはVF-19D。非武装。
VEF-19D ウォーニングカリバー
早期警戒型。ベースはVF-19Dで、上部に四角いレドームを搭載している。
VEF-19E ウォーニングカリバーII
大気圏外での使用を前提に、大型の三角形のレドームが設置された早期警戒型。ベースとなったのはVF-19E。
VC-19V VIPカリバー
要人護送型。ベースはVF-19C。要人の救出にも使用された特殊作戦機。乗員は5名。改修により変形機能はオミットされた。
VF-19S+
VF-19Sの改良型。外観の違いはなく、おもにアビオニクスが改良されている。
VEF-19D ウォーニングカリバー+
早期警戒機「ウォーニングカリバー」の改良型。探知能力が向上している。